# Mastacembèlids

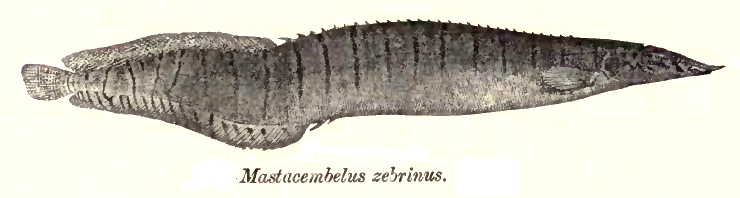
Macrognathus zebrinus

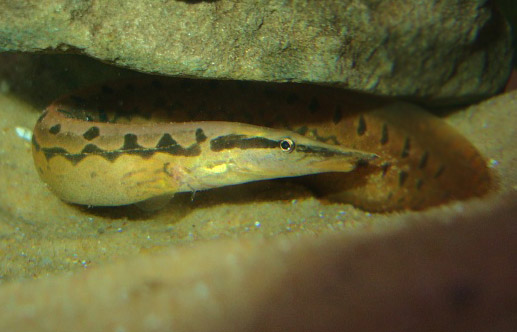
Mastacembelus armatus

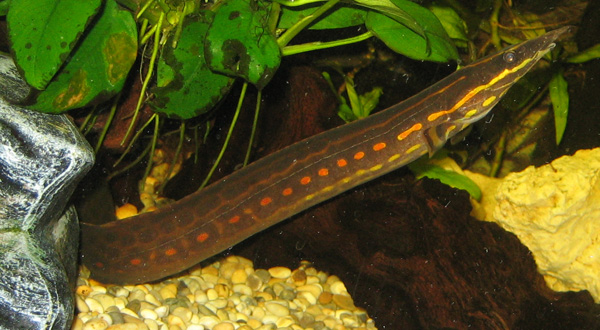
Mastacembelus erythrotaenia

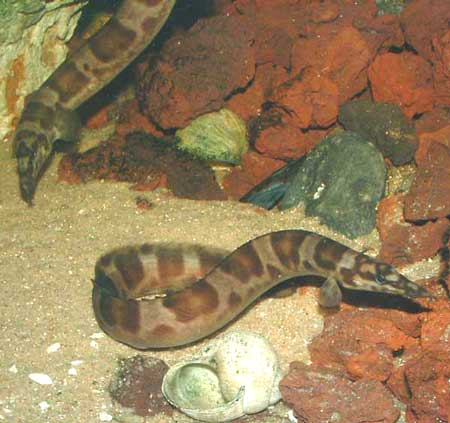
Mastacembelus ellipsifer

Els mastacembèlids (Mastacembelidae) són una família de peixos teleostis pertanyent a l'ordre dels simbranquiformes.

## Descripció
- Longitud màxima: 100 cm
- Són externament similars a l'anguila, però més curts i aplanats laterament.
- 2 narius tubulars.
- Aleta dorsal amb 52-131 radis tous.
- Aleta anal amb, normalment, 2-3 espines i 30-130 radis tous.
- Escates petites.
- Entre 66 i 110 vèrtebres.[2][3]

## Hàbitat
Són peixos d'aigua dolça i de clima tropical o subtropical que ocupen una gran varietat d'hàbitats.

## Distribució geogràfica
Es troba a Àfrica i des de l'Orient Mitjà fins a Insulíndia i la Xina.

## Gèneres
- Macrognathus (Lacépède, 1800)[4]
- Mastacembelus (Scopoli, 1777)[5]
- Sinobdella (Kottelat & Lim, 1994)[6]
  - Sinobdella sinensis (Bleeker, 1870)[7][8][9][10][11][12][13]

## Costums
Algunes espècies s'enterren durant el dia o durant alguns mesos (especialment durant períodes de sequera).

## Observacions
Són importants en la gastronomia d'alguns països (sobretot, de l'Àsia Sud-oriental) i algunes espècies formen part del comerç internacional de peixos d'aquari.